# Antonín Hobza
Antonín Hobza (6. ledna 1876 Rokytnice nad Rokytnou – 6. září 1954 Praha) byl český právník, profesor církevního a mezinárodního práva na Právnické fakultě Univerzity Karlovy, dvakrát její děkan, akademik ČSAV a člen Stálého rozhodčího soudu v Haagu. Byl jmenován prvním profesorem mezinárodního práva v Rakousko-Uhersku a je označován za zakladatele výuky tohoto oboru v českých zemích.

## Biografie
Antonín Hobza se narodil v roce 1876 v Rokytnici u Třebíče, narodil se jako jedno z osmi dětí Matěje Hobzy a Františky rozené Vrtalové. Narodil se do skromných poměrů, proto se během studií musel živit zcela sám. Původně měl být knězem, ale po absolvování gymnázia v Třebíči v roce 1896 si zvolil pražskou právnickou fakultu, kde byl roku 1902 promován doktorem práv. Poté získal praxi u zemského soudu a byl na kratší studijní stáži u profesorů Stutze a Zitelmanna na univerzitě v Bonnu, aby od roku 1904 našel trvalejší konceptní místo v železničním a nadačním referátu zemského výboru. Zároveň se začal vážně zajímat o právní teorii, publikoval první časopisecké příspěvky, zejména o územní samosprávě, které byly pozitivně přijaty. Nakonec ale u něj převážil zájem o církevní právo, v němž se roku 1907 na české právnické fakultě habilitoval a o čtyři roky později byl jmenován mimořádným profesorem, takže administrativu opustil a věnoval se jen akademické činnosti.
Postupně ovšem opouštěl klasická kanonistická témata a věnoval se spíše veřejnoprávní regulaci církví, mj. hájil stanovisko žádající odluku církve od státu. Po vzniku Československé republiky toto téma krátkodobě řešil i na ministerstvu zahraničních věcí, kde řídil právní sekci a mj. se podílel na budování diplomatického sboru. Ve dvacátých let prosazoval myšlenku mírového soužití států s odlišnými hospodářskými a politickými systémy, v tomto duchu pragmaticky podporoval diplomatické uznání Sovětského svazu.
Na univerzitě se zabýval především mezinárodním právem, když byl již roku 1917 v tomto oboru jmenován řádným profesorem, a to jako první v celé monarchii. Do té doby šlo o okrajovou záležitost a Hobza se tak stal průkopníkem českého, resp. československého mezinárodního práva jakožto vědního oboru. Značně potřebná a používaná byla především jeho dvoudílná učebnice. Z hlediska teoretického přístupu byl pozitivista. Kromě teorie se ale věnoval i praxi, byl např. členem Institutu mezinárodního práva a Stálého rozhodčího soudu, roku 1922 v Praze uspořádal mezinárodní kongres věnovaný leteckému právu, načež vytvořil české letecké názvosloví. To krátce před okupací vydávalo ve střední a východní Evropě ojedinělý časopis Hlídka pro mezinárodní právo. Spoluzakládal a následně předsedal československé pobočce Sdružení pro mezinárodní právo (později samostatné Československé sdružení pro mezinárodní právo).  Po válce byl zřejmě nejuznávanější českou autoritou pro mezinárodní právo a inicioval mj. studium právní neplatnosti Mnichovské dohody.
Hobza věřil, že mezinárodní právo bude čím dál výrazněji ovlivňovat mezinárodní dění a že vzniknou mezinárodní instutce, které budou mít za úkol kodifikovat normy mezinárodního práva a dbát o jeho dodržování; vývoj mu následně dal za pravdu. Jelikož sám poznal hrůzy I. světové války, prosazoval humanistický a mírový přístup k mezinárodní právu. Věnoval se otázkám ochrany menšin, pokojnému řešení sporů nebo mezinárodnímu právu trestnímu; do své učebnice zahrnul i kapitolu "zachování míru (odstranění válek)", v níž se zabýval preventivními a represivními prostředky, zásadou neútočení, problematikou odzbrojení a systémem kolektivní bezpečnosti Společnosti národů.
V roce 1937 veřejně obhajoval svobodu vědeckého bádání a autonomii vysokých škol proti (nakonec neuskutečněným) snahám vlády podřídit vysokoškolské učitele svým ingerencím, a tím omezit svobodu vědy a projevu. V letech 1923/24 zastával funkci děkana Právnické fakulty UK, podruhé byl zvolen v roce 1939, před uzavřením českých vysokých škol. V roce 1945 byl povolán zpět na katedru mezinárodního práva a jako právní znalec vypracoval posudek k trestnímu procesu proti K. H. Frankovi, německému státnímu ministrovi pro Protektorát Čechy a Morava. Po dosažení věku 70 let odešel v roce 1946 do důchodu.
Po osvobození vstoupil do komunistické strany. V roce 1946 podepsal prokomunistické „Májové poselství kulturních pracovníků českému lidu!“ a dále připojil svůj podpis pod výzvu prokomunistické inteligence Kupředu, zpátky ni krok!. Po únoru 1948 byl opět povolán k výkonu funkce profesora na Právnické fakultě UK, ale navzdory žádosti o reaktivaci nenastoupil do činné služby. Jako stoupenec odluky státu a církví se Hobza po 1948 odluky nedočkal, naopak stát existující stav využil k zasahování do činnosti církví a náboženských společností; stát zároveň na právnických fakultách zrušil výuku konfesního práva, které se věnoval. Hobza se podílel na formování Československé akademie věd (ČSAV), zejména jejího Kabinetu mezinárodního práva. V roce 1952 byl jmenován řádným členem-akademikem ČSAV.
Výročí 140 let od jeho narození bylo v roce 2016 věnováno zvláštní tematické číslo časopisu Právník.

## Dílo
- Podvod při smlouvě manželské (1906)
- Poměr mezi státem a církví (1909, 1919, 1925, 1931)
- Autonomie náboženských svazů v moderním státě (1910)
- Právem mezinárodním ku právu světovému (1913)
- Právo mezinárodní (I. 1915, II. 1919)
- Právo mezinárodní. Válečné právo územní (1923)
- Uznání Sovětů de jure (1924)
- Úvod do církevního práva (spolu s J. Turečkem; 1929, 1936)
- Modus vivendi (1930)
- Úvod do mezinárodního práva mírového (I. 1933, II. 1935)
- Přehled mezinárodního práva válečného (1946)